# Øyvind Rimbereid

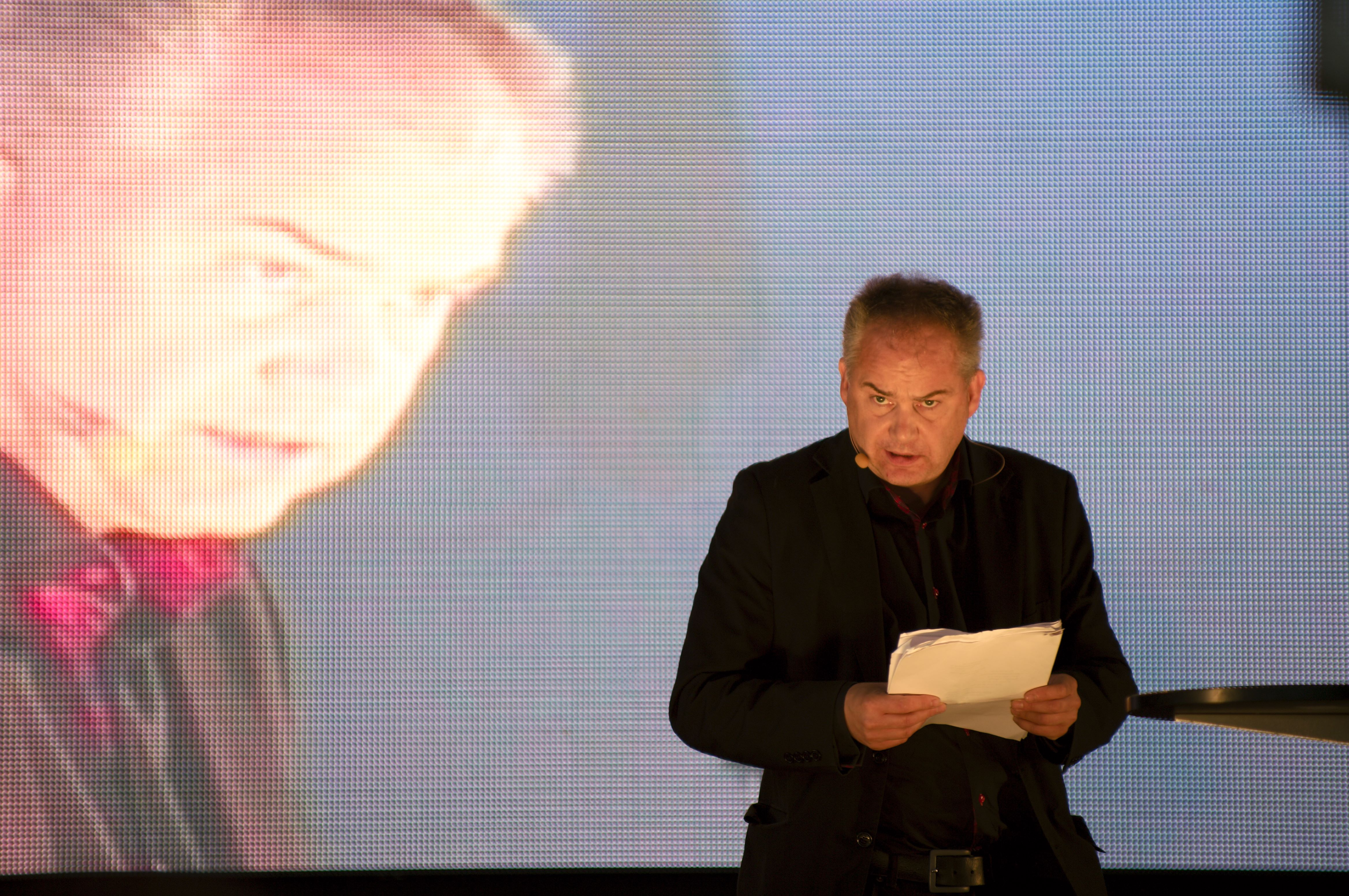
Rimbereid vid Oslo bokfestival 2011

Øyvind Rimbereid, född 2 maj 1966 i Stavanger, är en norsk poet och prosaförfattare. Han har en kandidatexamen i nordiska språk från Universitetet i Bergen. Hans första tre böcker var prosaverk varefter han har fokuserat på lyrik. Hans litteratur avhandlar det samtida Norge liksom både Norges och det norska språkets framtid.
År 2004 tilldelades han Kritikerpriset för diktsamlingen Solaris korrigert. Titeldikten är en science fiction-skildring som utspelar sig i Nordsjön år 2480, och är skriven på en framtida variant av norska skapad av författaren. Rimbereid fick Bragepriset 2008 för Herbarium. År 2013 fick han Kritikerpriset igen för Orgelsjøen; han blev därmed förste poet att få Kritikerpriset två gånger.

## Utgivet
- Det har begynt – noveller (1993)
- Som solen vokser – roman (1996)
- Kommende år – noveller (1998)
- Seine topografiar – dikter (2000)
- Trådreiser – dikter (2001)
- Solaris korrigert – dikter (2004)
- Hvorfor ensomt leve – essäer (2006)
- Herbarium – dikter (2008)
- Jimmen – dikter (2011)
- Orgelsjøen – dikter (2013)
- Lovene – dikter (2015)

## Bearbetningar
Solaris korrigert har bearbetats för scen två gånger. År 2013 spelades den som opera skriven av Øyvind Mæland på Den norske opera. En teaterversion av Ane Dahl Torp spelades på Det norske teatret 2015.

## Utmärkelser
- Sult-priset 2001
- Den norska Lyrikklubbens pris 2002
- Kritikerpriset 2004 för Solaris korrigert
- Bragepriset 2008 för Herbarium
- Nominerad till Nordiska rådets litteraturpris 2009 för Herbarium
- Doblougska priset 2010
- N.C.Kaser-Lyrik-Preis 2010
- Nominerad till Nordiska rådets litteraturpris 2011 för Jimmen
- Gyldendalpriset 2014
- Kritikerpriset 2013 för Orgelsjøen
- Aschehougpriset 2017